# آگوستو رسیف
آگوستو اولیویرا دا سیلوا (پرتغالی: Augusto Oliveira da Silva) یا به اختصار آگوستو رسیف (Augusto Recife)؛ زادهٔ ۳ اوت ۱۹۸۳) یک بازیکن فوتبال اهل برزیل است.
از باشگاه‌هایی که در آن بازی کرده‌است می‌توان به باشگاه فوتبال فلامینگو، باشگاه ورزشی کروزیرو، باشگاه فوتبال سانتاکروز، و باشگاه ورزشی اینترناسیونال اشاره کرد.